# Calycolpus goetheanus
Calycolpus goetheanus là một loài thực vật có hoa trong Họ Đào kim nương. Loài này được (Mart. ex DC.) O.Berg mô tả khoa học đầu tiên năm 1857.